# آرتور پن
آرتور هیلر پن ‏(به انگلیسی: Arthur Hiller Penn)‏ (۲۷ سپتامبر ۱۹۲۲ - ۲۸ سپتامبر ۲۰۱۰) کارگردان و تهیه‌کننده آمریکایی بود. او بیشتر به‌خاطر کارگردانی فیلم بانی و کلاید (۱۹۶۷) شناخته شده است.

## فیلم‌شناسی
- مرگ زمستان (۱۹۸۷)
- هدف (۱۹۸۵)
- چهار دوست (۱۹۸۱)
- میسوری از هم می‌پاشد (۱۹۷۶)
- جنبش‌های شبانه (۱۹۷۵)
- بزرگ‌مرد کوچک (۱۹۷۰)
- رستوران آلیس (۱۹۶۹)
- بانی و کلاید (۱۹۶۷)
- تعقیب (۱۹۶۶)
- میکی وان (۱۹۶۵)
- معجزه‌گر (۱۹۶۲)
- تیرانداز چپ‌دست (۱۹۵۸)